# 西下营满族乡
西下营满族乡，是中华人民共和国河北省唐山市遵化市下辖的一个乡镇级行政单位。

## 行政区划
西下营满族乡下辖以下地区：
西下营西关村、郝各庄村、康庄子村、塔头寺村、北杨庄村、西下营东关村、西下营东沟村、禅林院村、桃园村、腰子岭村、兰村、双义村、大安口村和沙岭村。